# Колеттис, Иоаннис
Иоаннис Колеттис (греч. Ιωάννης Κωλέττης; 1773 или 1774 — 31 августа 1847) — греческий политический деятель (1788—1847 годы), по происхождению эллинизированный аромун.

## Биография
Иоаннис Колеттис — уроженец горного массива Пинд. Прошёл курс медицины в нескольких итальянских университетах, включая Пизанский. В Пизе Колеттис вступил в тайное общество карбонариев. По возвращении в Грецию, Колеттис сделался личным врачом Али-паши Янинского, и в этой должности завязал тесные сношения со многими албанцами.
В 1821 году, когда началось восстание в Греции, он возбудил мятеж у себя на родине, а после его неудачи перебрался в Морею, где начальствовал над отрядом инсургентов.
В 1822 году Колеттис был депутатом в народном собрании, принял горячее участие в выработке Эпидаврской конституции, а затем в 1824 году сделался de facto главой временного правительства, официальным премьером которого был Кундуриотис.
В 1827 году враждебно настроенный против Колеттиса Маврокордато возложил на него обязанность организовать оборону Аттики и Эвбеи против турок, чего, однако, Колеттис исполнить не смог, несмотря на одержанную им блистательную победу при Каристосе (на Эвбее).
На Трезенском народном собрании (1827) Колеттис горячо отстаивал выбор Каподистрии, который по прибытии в Грецию назначил его членом панэллениона (государственного совета). Скоро, однако, ещё при жизни Каподистрии, Колеттис, не отличавшийся твёрдостью и определённостью политических убеждений, перешёл в оппозицию и выступил в качестве главы французской партии, называвшейся синтагматиками.
К периоду анархии, последовавшему за убиением Каподистрии (1831—1833), относится самый блестящий период деятельности Колеттиса. Сначала герусия (сенат) назначила его вместе с Августиносом Каподистрией и Колокотрони, членом временного правительства; но так как Августинос Каподистрия, выбранный после этого президентом, и его сторонник Колокотрони, не признавали временного правительства, то Колеттис, в свою очередь не признававший президента, появился во главе временного правительства, которое многими, в особенности в Румелии (где Колеттис был весьма популярен), признавалось за законное.
Колеттис руководил военными действиями в междоусобной войне, приведшей к низвержению Августиноса Каподистрии. В новом временном правительстве (комитет пяти), назначенном (апрель 1832) сенатом, Колеттис оказался в решительном меньшинстве. Ловким дипломатическим манёвром он сумел извергнуть из его среды Колокотрони и преобразовать его в комитет семи, в котором он был заправилой.
Когда в Грецию прибыл, наконец (1833 год) король Оттон, то Колеттис, хотя и неохотно согласившийся на его избрание, сумел пристроиться к новому правительству. Стоя во главе французской партии Колеттис продолжал враждовать с Маврокордато, главой английской партии; сперва он входил в разные министерские комбинации, потом был посланником в Париже, пока революция 1843 года не вызвала его на родину, где вскоре (1844—1847) он сделался министром-президентом. В его министерство начались особенные финансовые затруднения Греции.